# Miroslav Houštecký
Miroslav Houštecký (10. června 1926, Horky nad Jizerou – 31. ledna 1994, Praha) byl československý diplomat, novinář a spisovatel. Jako člen KSČ působil původně jako pedagog a úředník, přes pozice korespondenta ČTK a v sekretariátu ÚV KSČ se nakonec dostal k vysokým postům v diplomacii. Byl československým velvyslancem ve Velké Británii (1983–1986) a v USA (1986–1990). Po sametové revoluci byl odvolán a odešel do penze.

## Životopis
Pocházel z prostých venkovských poměrů ze středních Čech, za druhé světové války byl totálně nasazen, studium na obchodní akademii dokončil v roce 1945. V téže době se stal členem České strany sociálně demokratické, kde se připojil k levicovému proudu, později přešel do KSČ. V letech 1946–1950 absolvoval studium na Vysoké škole politické a sociální, kde dosáhl titulu RSDr. Pod vedením Jiřího Hájka se začal věnovat dějinám mezinárodních vztahů. Jako asistent působil pedagogicky na Fakultě mezinárodních vztahů Univerzity Karlovy (1952–1956), dosáhl titulu docenta a později profesora, do roku 1964 vyučoval na Vysoké škole politické při ÚV KSČ. Publikoval také několik prací z moderních dějin mezinárodních vztahů.
V roce 1964 se stal zaměstnancem ČTK, byl stálým dopisovatelem v Indii a v letech 1972–1977 náměstkem generálního ředitele ČTK. V této funkci převzal v lednu 1977 dopis od Jana Patočky s oznámením o vzniku Charty 77, tento dokument pak přeposlal na ÚV KSČ. Poté působil šest let v sekretariátu Vasila Biľaka (1977–1983) a díky těmto kontaktům nakonec dosáhl na dva důležité diplomatické posty. V letech 1983–1986 byl československým velvyslancem ve Velké Británii a po krátké přípravě v americkém odboru ministerstva zahraničních věcí se stal velvyslancem ve Spojených státech (1986–1990). Při příležitosti konání XVII. sjezdu KSČ obdržel v roce 1986 Řád práce. Po Sametové revoluci byl z funkce odvolán (únor 1990) a hned poté odešel do penze. Velvyslanecký úřad v USA po změně politických poměrů v Československu převzala Rita Klímová.